# Savåstjärnen
Savåstjärnen är en sjö i Härjedalens kommun i Härjedalen och ingår i Ljusnans huvudavrinningsområde. Sjön har en area på 0,109 kvadratkilometer och ligger 495,5 meter över havet.

## Delavrinningsområde
Savåstjärnen ingår i det delavrinningsområde (685975-142998) som SMHI kallar för Utloppet av Amsen. Medelhöjden är 472 meter över havet och ytan är 18 kvadratkilometer. Räknas de 5 avrinningsområdena uppströms in blir den ackumulerade arean 69,55 kvadratkilometer. Amsån som avvattnar avrinningsområdet har biflödesordning 3, vilket innebär att vattnet flödar genom totalt 3 vattendrag innan det når havet efter 220 kilometer. Avrinningsområdet består mestadels av skog (61 procent). Avrinningsområdet har 4,19 kvadratkilometer vattenytor vilket ger det en sjöprocent på 23,2 procent.